# 飛行第244戰隊 (日本陸軍)
飛行第244戰隊（日文：ひこうだい244せんたい）為第二次世界大戰期間舊日本陸軍的航空飛行戰隊。主要擔任首都圈防衛任務，尤其是皇居的警護，也被稱為近衛飛行隊。通稱號為帥34213部隊。

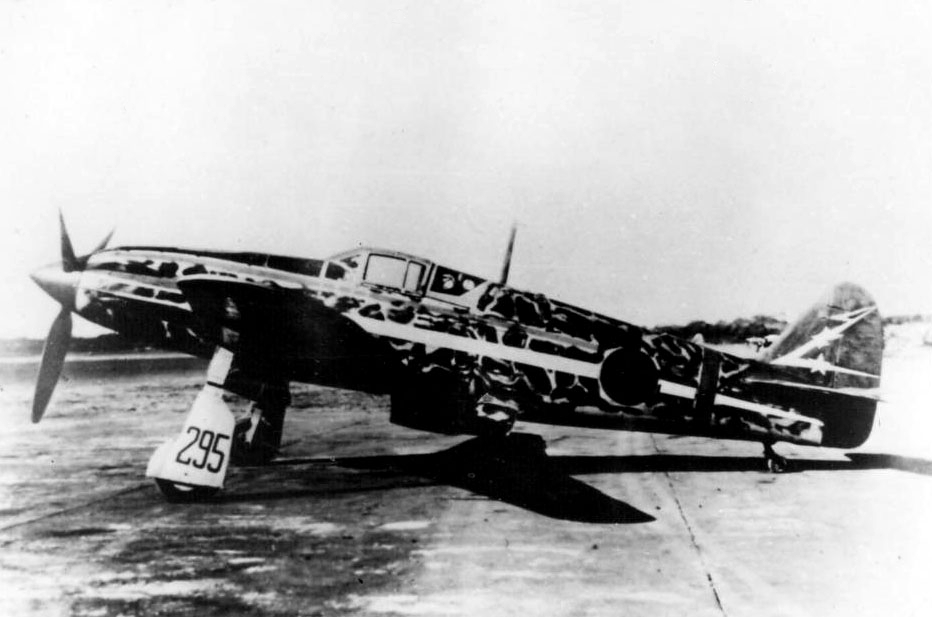
1945年1月、飛行第244戰隊本部小隊（小林照彦戰隊長機：295號）三式戰一型丙（キ61-I丙）。垂直尾翼部隊圖案為244戰隊的圖案化徽章

## 概要
1941年(昭和16年)7月20日、依大本部命令以陸軍航空士官學校的教官、助教為核心編成陸軍飛行第144戰隊(當初通稱號：風第9301部隊、之後：東部第108部隊)。
1942年4月，伴隨著西日本防空任務的專任部隊（近畿地區的飛行第246戰隊、九州北部的飛行第248戰隊等）新編而改名為飛行第244戰隊。
被認為是擁有許多精銳飛行員的部隊，但在日本本土防空戰鬥開始後因許多菁英駕駛調至他隊，戰力下降許多。
第二次世界大戰中，戰隊全體擊墜超過100架敵機（包含空對空特攻），在對B-29超級堡壘轟炸機的作戰方面擁有日本陸軍航空部隊最佳的戰果。戰隊長為泊重愛少校、村岡進一少校、藤田隆少校、小林照彥少校。當時陸軍最年輕（24歳）的隊長，於戰爭後期任職的小林少校為其中特別著名者。
部隊編成時開始便以調布飛行場為基地，使用九七式戰鬥機，並於1943年7月開始使用三式戰鬥機。雖然困擾於水冷式引擎的狀況不佳，不過在地勤人員的努力下，維持著以同戰鬥機裝備部隊來說相當高的完善率。

1944年11月開始，對來襲的B-29進行包含空對空特攻在內迎擊的震天制空隊與244戰隊的活躍吸引了許多報紙的版面。
同年12月開始轉戰濱松、知覽等地迎擊美國海軍機動部隊，擔任中京地區防空任務，持續著不擅長的與艦上戰鬥機的戰鬥。
1945年4月，B-29開始由P-51戰鬥機護衛，本部隊也隨之陷入苦戰，244戰隊的P-51擊墜數為0機。
1945年4月下旬配備五式戰鬥機後，終於開始在對戰鬥機戰鬥中占有優勢。同年5月至6月參加天號作戰，並擔任沖繩島戰役中特攻機的掩護工作。沖繩島戰役結束後轉戰小牧與八日市，在一次也沒有派往海外作戰的狀況下於1945年8月底解散。

## 組織人事

### 戰隊長
- 泊重愛 少佐：1941年（昭和16年）7月20日 - 1942年（昭和17年）7月24日（昭和19年6月7日 新幾內亞西部・多魯河畔戰死）
- 村岡信一 少佐：1942年（昭和17年）7月24日 - 1942年（昭和17年）12月21日（昭和19年1月2日 新幾內亞東部・昆比岬進攻中戰死）
- 藤田隆 少佐：1942年（昭和17年）12月21日 - 1944年（昭和19年）11月29日
- 小林照彦 少佐：1944年（昭和19年）11月29日 - 終戰。（戰後加入航空自衛隊，1957年（昭和32年）6月4日 駕駛T-33訓練中失事殉職）

### 飛行隊長
- 村岡英夫 大尉：

### 第2中隊長
- 岩倉具邦 大尉：1942年（昭和17年）12月

### 第2飛行隊長
- 竹田五郎 中尉：1944年（昭和19年） - 終戰（1945年（昭和20年）昭和20年進級大尉）

### 教官
- 高田義郎 中尉：1942年（昭和17年）12月

### 助手
- 川村春雄 少尉：1942年（昭和17年）12月

## 軼事人物
- 日本前首相竹下登，曾隸屬於244戰隊戰鬥飛行員。
- 竹田五郎 - 244戰隊第2飛行隊長。之後進入航空自衛隊、升任統合幕僚會議議長。
- 芥川比呂志 - 整備隊本部附

## 外部連結
- 陸軍飛行第244戰隊 調布の空の勇士たち （页面存档备份，存于） （日語）
- 飛行第244戦隊 - 軍人データベース 『サクラタロウ DB (Purunus DB)』[永久] （日語）